# USS Coffman (DE-191)
USS Coffman (DE-191) là một tàu hộ tống khu trục lớp Cannon từng phục vụ cùng Hải quân Hoa Kỳ trong Chiến tranh Thế giới thứ hai. Nó là chiếc tàu chiến duy nhất của Hải quân Hoa Kỳ được đặt cái tên này, theo tên Phó đô đốc DeWitt C. Coffman (1854-1932), người từng tham gia các cuộc Chiến tranh Tây Ban Nha-Hoa Kỳ và Chiến tranh Thế giới thứ nhất, và được trao tặng Huân chương Phục vụ Dũng cảm Hải quân. Nó đã phục vụ cho đến khi chiến tranh kết thúc, xuất biên chế năm 1946, rồi rút đăng bạ năm 1972 và bị bán để tháo dỡ một năm sau đó. Coffman được tặng thưởng một Ngôi sao Chiến trận do thành tích phục vụ trong Thế Chiến II.

## Thiết kế và chế tạo
Lớp Cannon có thiết kế hầu như tương tự với lớp Buckley dẫn trước; khác biệt chủ yếu là ở hệ thống động lực Kiểu DET (diesel electric tandem). Các động cơ diesel đặt nối tiếp nhau dẫn động máy phát điện để cung cấp điện năng quay trục chân vịt cho con tàu. Động cơ diesel có ưu thế về hiệu suất sử dụng nhiên liệu, giúp cho lớp Cannon cải thiện được tầm xa hoạt động, nhưng đánh đổi lấy tốc độ chậm hơn.
Vũ khí trang bị bao gồm ba pháo 3 in (76 mm)/50 cal trên tháp pháo nòng đơn có thể đối hạm hoặc phòng không, một khẩu đội pháo phòng không Bofors 40 mm nòng đôi và tám pháo phòng không Oerlikon 20 mm. Vũ khí chống ngầm bao gồm một dàn súng cối chống tàu ngầm Hedgehog Mk. 10 (có 24 nòng và mang theo 144 quả đạn); hai đường ray Mk. 9 và tám máy phóng K3 Mk. 6 để thả mìn sâu. Con tàu vẫn giữ lại ba ống phóng ngư lôi Mark 15 21 inch (533 mm). Thủy thủ đoàn đầy đủ bao gồm 15 sĩ quan và 201 thủy thủ.
Coffman được đặt lườn tại xưởng tàu của hãng Federal Shipbuilding and Drydock Company ở Newark, New Jersey vào ngày 9 tháng 9, 1943. Nó được hạ thủy vào ngày 28 tháng 11, 1943, được đỡ đầu bởi cô F. Liggett, và nhập biên chế cùng Hải quân Hoa Kỳ tại Xưởng hải quân New York vào ngày 27 tháng 12, 1943 dưới quyền chỉ huy của Hạm trưởng, Thiếu tá Hải quân William Henry Putnam.

## Lịch sử hoạt động
Sau khi hoàn tất việc chạy thử máy huấn luyện tại khu vực Bermuda và sửa chữa sau chạy thử máy, Coffman lên đường vào ngày 12 tháng 4, 1944 thực hiện chuyến hộ tống vận tải đầu tiên vượt Đại Tây Dương để đi sang khu vực Địa Trung Hải, đi đến Bizerte, Tunisia vào ngày 3 tháng 5. Sau đó nó phục vụ như mục tiêu cho việc huấn luyện tàu ngầm từ ngày 10 tháng 6 đến ngày 10 tháng 7, rồi gia nhập một đội tìm-diệt tàu ngầm được hình thành chung quanh chiếc tàu sân bay hộ tống Card (CVE-11). Nó huấn luyện ôn tập trước khi cùng đội đặc nhiệm thực hiện chuyến tuần tra đến Casablanca, Maroc, dọc tuyến đường đi của nhiều đoàn tàu vận tải. Con tàu tiếp tục xen kẻ các giai đoạn tuần tra và huấn luyện cho đến đầu tháng 2, 1945, khi nó tham gia một lực lượng để truy tìm một tàu thăm dò thời tiết Đức được cho là đã xuất hiện tại vùng biển đầy bão tố chung quanh Iceland.
Quay trở lại khu vực Quonset Point, Rhode Island, Coffman hộ tống các tàu sân bay trong hoạt động huấn luyện cho đến tháng 4, khi nó quay trở lại nhiệm vụ tuần tra chống tàu ngầm nhằm đối phó những hoạt động của tàu ngầm U-boat đối phương khi chiến tranh đã sắp kết thúc tại châu Âu. Đội của nó làm nhiệm vụ tuần tra dọc bờ biển Virginia; và vào ngày 30 tháng 4 đã cùng các tàu chị em Thomas (DE-102) và Bostwick (DE-103) cùng tàu frigate tuần tra Natchez (PF-2) đánh chìm tàu ngầm U-879 đã bị đánh chìm tại tọa độ 36°34′B 74°00′T / 36,567°B 74°T với tổn thất nhân mạng toàn bộ 52 thành viên thủy thủ đoàn.
Sau khi tiếp tục phục vụ cho hoạt động huấn luyện của tàu sân bay và tàu ngầm, Coffman đi đến Green Cove Springs, Florida vào ngày 15 tháng 11, nơi con tàu được cho xuất biên chế vào ngày 30 tháng 4, 1946 và chuẩn bị để được loại bỏ. Trong giai đoạn Chiến tranh Triều Tiên, nó được đưa trở lại thành phần dự bị, nhưng không bao giờ được đưa ra hoạt động trở lại. Tên nó được cho rút khỏi danh sách Đăng bạ Hải quân vào ngày 1 tháng 7, 1972, và con tàu được bán để tháo dỡ vào ngày 17 tháng 8, 1973.

## Phần thưởng
Coffman được tặng thưởng một Ngôi sao Chiến trận do thành tích phục vụ trong Thế Chiến II.
|  |             |  |
|  | Bronze star |  |

| Dãi băng Hoạt động Tác chiến (truy tặng) |                                                                              |                                      |
| Huân chương Chiến dịch Hoa Kỳ            | Huân chương Chiến dịch Châu Âu-Châu Phi-Trung Đông với 1 Ngôi sao Chiến trận | Huân chương Chiến thắng Thế Chiến II |